# Teulada (Włochy)
Teulada – miejscowość i gmina we Włoszech, w regionie Sardynia, w prowincji Sud Sardynia.
Według danych na rok 2004 gminę zamieszkiwało 3920 osób, 16 os./km². Graniczy z gminami Domus de Maria, Masainas, Piscinas, Pula, Santadi i Sant'Anna Arresi.